# Stepping Sogn
Stepping Sogn er et sogn i Kolding Provsti (Haderslev Stift).
Stepping Sogn hørte til Sønder Tyrstrup Herred i Haderslev Amt. Stepping sognekommune blev ved kommunalreformen i 1970 indlemmet i Christiansfeld Kommune. Efter dens opløsning ved strukturreformen i 2007 kom Stepping til Kolding Kommune.
I Stepping Sogn ligger Stepping Kirke.
I sognet findes følgende autoriserede stednavne:
- Anderup (bebyggelse, ejerlav)
- Bjerndrup (bebyggelse, ejerlav)
- Højbjerg (areal)
- Højrup (bebyggelse, ejerlav)
- Højrup Overskov (bebyggelse)
- Højrupgård (landbrugsejendom)
- Kolstrup (bebyggelse, ejerlav)
- Kolstrup Udflyttere (bebyggelse)
- Stepping (bebyggelse, ejerlav)
- Tågerup (landbrugsejendom)

## Afstemningsresultat
Folkeafstemningen ved Genforeningen i 1920 gav i Stepping Sogn 690 stemmer for Danmark, 32 for Tyskland. Af vælgerne var 240 tilrejst fra Danmark, 29 fra Tyskland. 